# 上海花旗总会

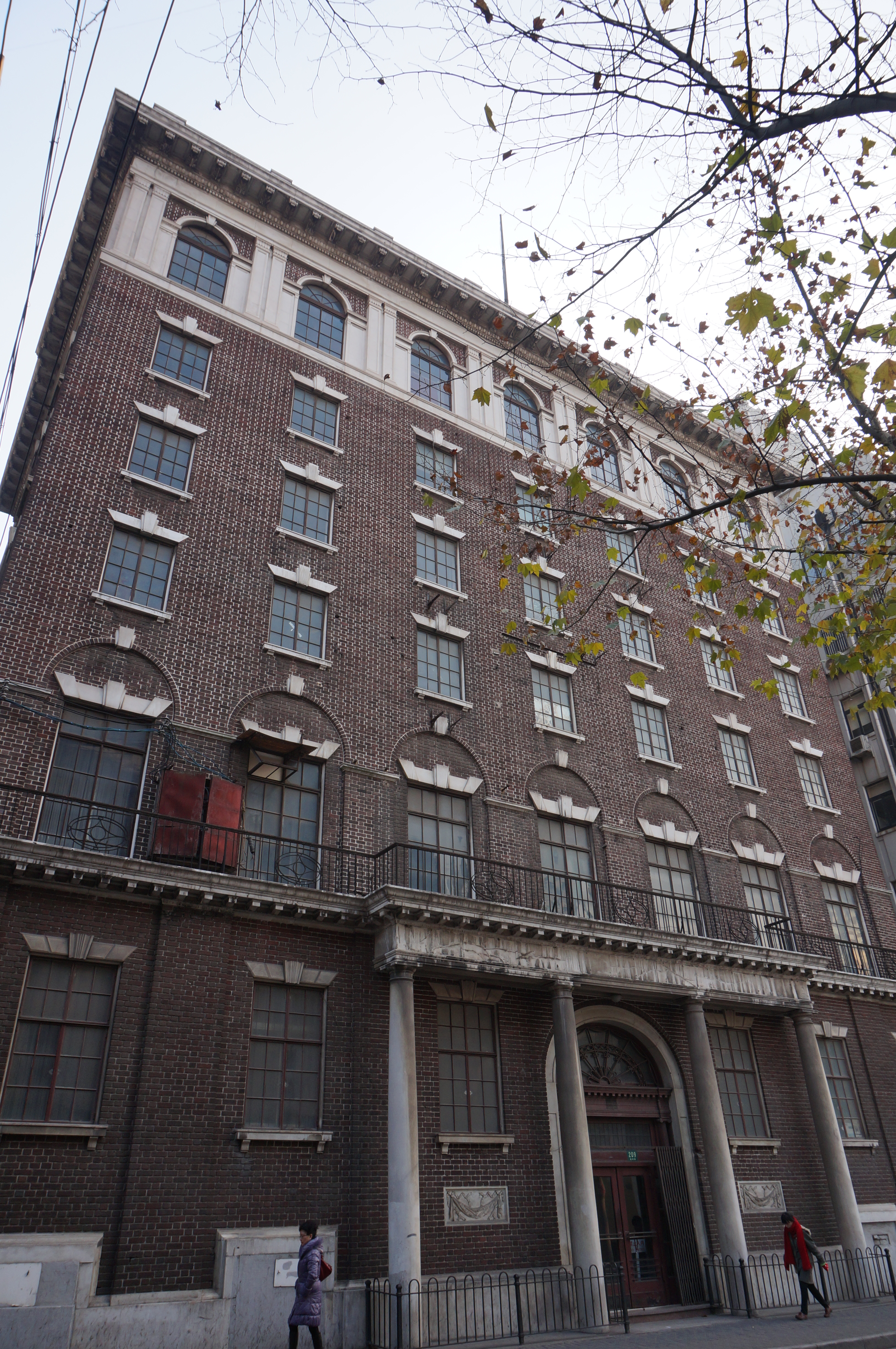
旧花旗总会

花旗总会（英語：American Club）是1917年-1949年旅沪美侨的俱乐部。

## 历史
1917年7月4日美国国庆日，花旗总会在南京路33A（河南路殖民银行）成立。花旗总会买下了协隆洋行位于五洲药房东侧的地块，上海公共租界工部局对面，即江西路至河南路段的福州路南侧（23号，209号），1923年5月动土兴建。1925年8月，建成7层钢筋混凝土大楼，赭色外墙，设计师是美商克利洋行的匈牙利人邬达克。内设餐厅、弹子房、酒吧、休息室、扑克室、麻将室、阅览室、舞厅,约50间客房。其东侧是位于福州路185号的上海公共租界中央捕房。 1941年12月8日，日军占领公共租界，美国会员赶出花旗总会大楼。为日军占作情报处。战后恢复。1949年前后，美侨撤出上海，花旗总会遂告结束。

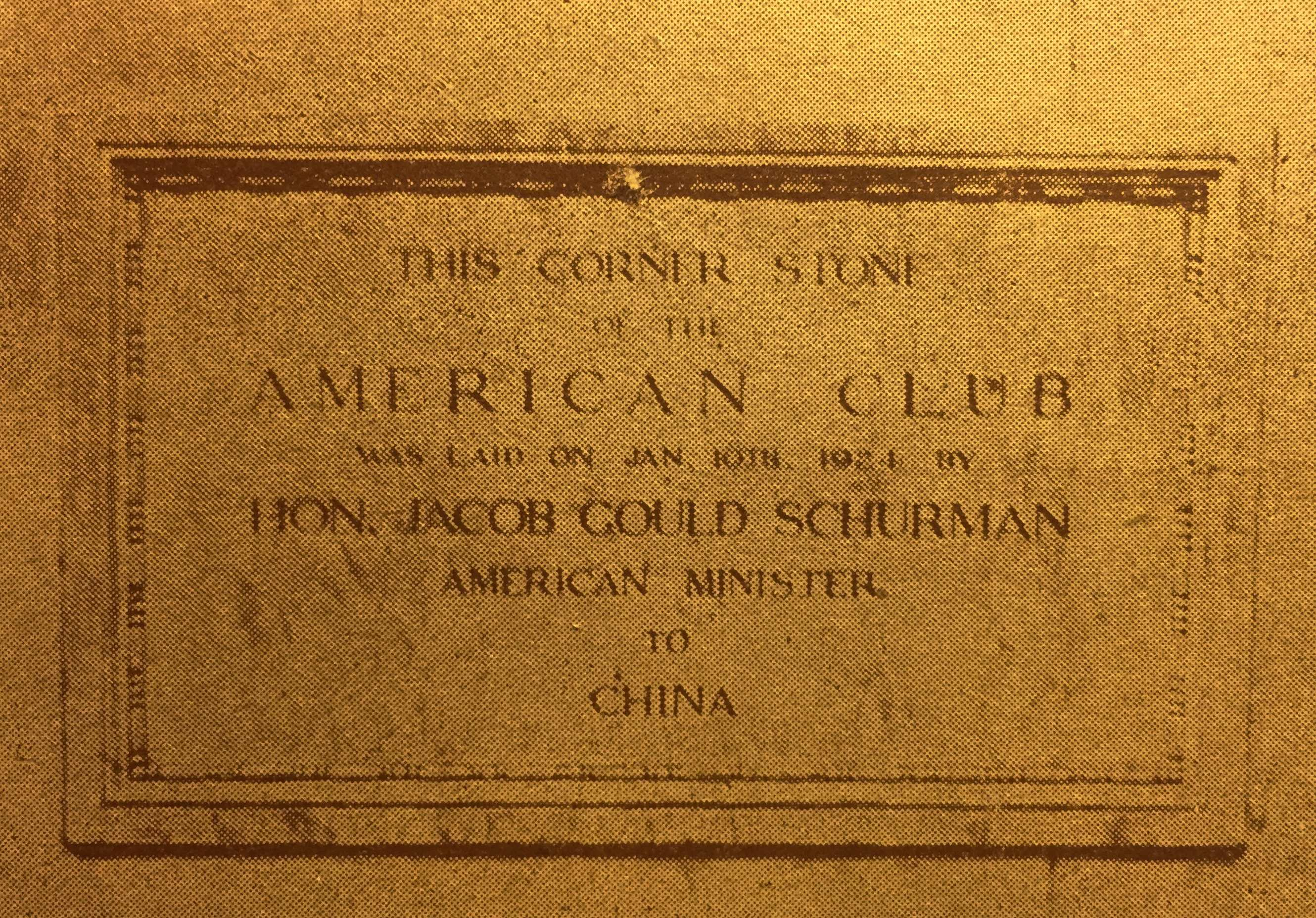
上海花旗总会的原始基石

花旗总会旧址位于今黄浦区福州路209号，1953年，改为市高级法院及中级法院所在地，改名高法大楼。1994年，大楼被列为上海市第二批优秀历史建筑。目前上海花旗总会为上海金融法院办公驻地。